# Stromrelais
Stromrelais sind elektrische Schaltgeräte, die bei einem vorgegebenen Stromdurchfluss schalten. Sie können elektromagnetisch, thermisch oder elektronisch betätigt sein.

## Elektromagnetische Stromrelais
Elektromagnetische Stromrelais sind oft wie normale Relais aufgebaut, wobei jedoch die Spule aus weniger, aber dem Strom entsprechend, querschnittsgrößeren Drahtwindungen als bei normalen Relais besteht. Sie sind für eine bestimmte Ansprech-Stromstärke gebaut. Bei Bauformen ähnlich einem Klappankerrelais oder einem Reedrelais ist der Ansprechstrom wesentlich höher als der Abfallstrom. Wegen dieser hohen Schalt-Hysterese und der Ungenauigkeit werden diese Bauformen nur für Aufgaben eingesetzt, in denen zum Beispiel die Stromaufnahme überwacht wird. Beispiele sind die Ausfall-Kontrolle von Warnlampen oder die Bremslichtkontrolle bei Kraftfahrzeugen.
Für genauere Anwendungen werden Drehankerrelais gebaut, die kaum eine Hysterese besitzen. Sie können auch für Wechselströme konstruiert werden und werden oft in Sekundärkreisen von Stromwandlern betrieben.

## Thermische Stromrelais
Thermische Stromrelais haben Bimetall-Schaltglieder (siehe auch Bimetallrelais), die von Widerstandswicklungen beheizt werden oder selbst den Widerstand im Strompfad bilden. Über den Widerstand fließt direkt der zu überwachende Strom oder es werden Stromwandler zwischengeschaltet. Bei Überschreitung des Grenzstroms wird der Schaltvorgang durch Erwärmung und Verbiegen des Bimetalles eingeleitet. Thermische Stromrelais haben je nach relativer Höhe des Überstromes Reaktionszeiten von Sekunden bis vielen Minuten, sodass sie besonders als Überlastschutz für Motoren und Transformatoren geeignet sind. Der Ansprechstrom ist eng tolerierbar, da die Stromwärme mit dem Quadrat des Effektivstromes ansteigt. Unter anderem bei Motorschutzschaltern ist der Ansprechstrom einstellbar.

## Elektronische Stromrelais
Elektronische Stromrelais enthalten einen niederohmigen Widerstand, über den der zu überwachende Strom fließt. Der dabei entstehende Spannungsabfall wird von der Elektronik verstärkt, die bei Erreichen des Grenzstroms ein Relais ansteuert. Die Schaltschwelle elektronischer Stromrelais ist über einen weiten Bereich verstellbar und sie arbeiten wesentlich genauer als die anderen Ausführungen. Außerdem haben sie eine kleinere Schalt-Hysterese, die bei manchen Relais auch verstellbar ist. Elektronische Stromrelais werden wegen ihrer Genauigkeit für Mess- und Regelaufgaben benutzt. Nachteile sind der hohe Preis und die separate Versorgungsspannung.

## Fachliteratur
- Werner M. Köhler: Relais / Grundlagen, Bauformen und Schaltungstechnik. 2. Auflage, Franzis-Verlag, München, 1978, ISBN 3-7723-1602-6.
- Réne Flosdorff, Günther Hilgarth: Elektrische Energieverteilung. 4. Auflage, B. G. Teubner Verlag, 1982, ISBN 3-519-36411-5.